# タブ・ラモス
タバレ・ラモス・リッチアルディ（Tabaré Ramos Ricciardi, 1966年9月21日 - ）は、ウルグアイのモンテビデオ出身の元アメリカ人サッカー選手である。
13年を超えるのプロ選手生活を、スペイン、メキシコ、そしてアメリカ合衆国でミッドフィールダーとしてプレーした。メジャーリーグサッカーに最初に契約した選手であり、キャリア最後の7年間をメトロスターズで過ごした。彼は3度のワールドカップ出場を果たし、2005年にアメリカサッカー殿堂入りをしている。

## クラブ経歴

### ユースと高校
ウルグアイで生まれたラモスは、11歳の時に家族とともにアメリカに移住した。彼の父もウルグアイでプロサッカー選手をしており、タブは幼少の頃からサッカーの試合を見ることに染み入っていった。ウルグアイに住んでいる間に、彼はモンテビデオのウニオン・ベシナル・ユースサッカークラブでプレーしていた。
アメリカに移住したとき、ニュージャージー州のハリソン、カーニーに住んでいた。 セイント・ベネディクト高校へ行き、その高校には数年後にクラウディオ・レイナが在籍することになった。1982年、彼は米国市民権を得た。ちょうどその頃、その地域のユースサッカークラブ、シズルFCで、後年サッカー殿堂入りするジョン・ハークスと切磋琢磨した。ラモスとハークスはユース年代のアメリカ代表として共にプレーした。2人は2005年に同時に殿堂入りしている。
ラモスは全米高校選抜に2度選ばれ、1983年にはパレードマガジンの国内高校最優秀選手になっている。その年、彼の所属するセイント・ベネディクト高校はニュージャージー州選手権を勝ち取った。高校最終年には、高校生活161ゴールのうち57ゴールを挙げ、これは州の記録となっている。1999年には、スターレッジャー紙による、1980年代のニュージャージー州のトップテンプレイヤーとして彼の名を記している。
サッカー以外では、高校生活中に室内トラック競技をもこなしている(60ヤード走と4x100メートル走)。
1984年に北米サッカーリーグ(NASL)のニューヨーク・コスモスがドラフト会議1巡目(10番目)で引き当てたが、彼は大学へ進学することを選んだ。NASLはその約半年後にリーグを打ち切った。

### 大学
ラモスはノースカロライナ州立大学に進学し、4年間NCAA(全米大学体育協会)でプレーした。彼はアトランティック・コースト・カンファレンス(ACC)選抜に4年とも、そして3回の全米選抜に選ばれた。彼はブルース・マーレイとの良好な連携で4年時にACCを制した。1988年に大学をしばらく離れて夏季五輪に参加した。しかし、大学は後回しにして、1989年にアメリカ代表チームと契約した。彼は最終的に2001年に卒業を果たし、外国語学と文学の分野の学士を通信制を利用して修了した。

### アメリカンサッカーリーグ/MISL
1988年、アメリカンサッカーリーグのニュージャージー・イーグルスでプレーした。同じ年、インドアサッカーリーグ(MISL)のタコマ・スターズもドラフト1位指名をした。だが、彼はアウトドアでのプレーを熱望し、インドアサッカーではプレーしなかった。翌年の1989年には、マイアミ・シャークスに移籍し、同年リーグオールスターに選ばれている。

### スペイン
ラモスはほかの何名かの選手とともに、1990年ワールドカップへの準備のため、アメリカ合衆国サッカー連盟(USSF)そのものと契約していた。ワールドカップのあと、代表チームの選手のためにUSSFはクラブでのプレー経験を積ませるために試行錯誤した。1990年7月27日、USSFはローン移籍という形で1990-1991年シーズンをスペイン2部リーグのUEフィゲレスと合意し、後にバルセロナの監督となる、ティト・ビラノバの下でプレーした。 最初のシーズンで、彼は38試合に出場し、5ゴールを記録した。1991年6月23日、フィゲレスはUSSFからラモスを25万ドルで買い取った。 移籍後2年目も、彼は好調なプレーをみせ、スペイン1部のいくつかのクラブの注目を引くようになっていた。 しかし、この興味は11月24日のラージョ・バジェカーノとの試合での退場で破綻となった。彼は3試合の出場停止を命じられ、残りのシーズンは、彼は興味を失ってしまう状態になった。1992年7月31日、フィゲレスは同じく2部リーグのレアル・ベティスに40万ドルで売却した。 1993-1994年シーズンにレアル・ベティスは2部リーグを勝ち抜き、1部リーグ(リーガ・エスパニョーラ)に昇格を果たし、ラモスは翌シーズンもベティスに留まったが、1994年ワールドカップのブラジル戦で負った頭蓋骨骨折の治療のために1試合もピッチに立つことはなかった。
なお、1994年、ラモスは北中米カリブ海サッカー連盟(CONCACAF)の年間最優秀選手に選ばれている。

### メキシコ
1995年1月3日、ラモスはMLSに契約した最初の選手となった。 リーグは秋に開幕する予定だったが、それ以上に遅らせることはできなかった。ラモスのような選手を半年も放ったらかしにするわけにもいかず、リーグは契約した選手をローン移籍という形で何ヶ国かに放出した。ラモスは、メキシコ1部リーグ(プリメーラ・ディビシオン)のティグレスに送り出し、1994-1995年後期リーグでプレーした。ラモスはメキシコリーグに出場した最初のアメリカ人選手となり、12試合に出場した。1995-1996年シーズンもティグレスに残り、23試合2ゴールを記録し、チームを1996年のメキシコカップ制覇に貢献し、これはティグレスにとって、20年のうちにカップ戦を制した2回のうちの1回となった。

### メトロスターズ
ラモスがメキシコにいる間、MLSは彼をニューヨーク州/ニュージャージー州をフランチャイズとする予定のクラブに配することとし、最終的にはメトロスターズとして知られることになるクラブへの配置となった。
1996年4月のメキシコリーグのシーズン終了後に、同年のMLS開幕に合わせてアメリカに帰国した。 7シーズンをメトロスターズに捧げ、その間、1996年、1998年、1999年の3度のオールスター表彰になっている。2002年5月14日、彼は同年シーズン限りでの引退を発表した。 彼の引退の時には、メトロスターズ創設メンバーの最後の一員となっていた。残念なことに、彼のかつての輝きは長年の怪我のために失われてしまっていて、メトロスターズの期待に応えることができなかった。ラモスはMLSでのプレーで通算8ゴール36アシストを記録した(トーナメントなどの全大会を含めた場合、10ゴール39アシスト)。

## 代表経歴

### 1983年FIFA U-20ワールドカップ
ラモスが代表経歴を歩み始めるのは、1982年のアメリカ市民権を取得した直後に、U-20でプレーすることに始まる。1983年のU-20 FIFAワールドカップの地域予選に15歳で招集され、2ゴールを挙げたが、0勝2分1敗で決勝トーナメントに進むことは叶わなかった。

#### 17歳の時の1984年オリンピック代表落選
1984年の夏季オリンピック代表チームの最後の一員としてラモスが選ばれた。彼はちょうど高校を卒業したところだったが、有望な若手選手として知られていた。ところが、国際オリンピック委員会(IOC)が同年のオリンピックからプロ選手に門戸を開くことを決めた。アメリカ代表チームはホスト国として予選免除を受けていたが、アマチュア選手で構成されたチームであり、なおかつ、そのほとんどは大学生選手であった。IOCの決定により、USSFはチームをプロ選手であるポール・カリジュリを除き、ほぼ解体することに至った。
その後、ラモスは1985年FIFA U-20を3勝2分2敗の地域予選の好成績にも関わらず、本戦行き逃したことに大いに失望したが、さらに1988年のソウルオリンピック本戦での0勝1分2敗の成績にも落胆した。

#### アメリカ合衆国代表
ラモスはアメリカのフル代表になるのにそれほど年月はかからなかったほうだろう。1988年1月10日、グアテマラ戦で初選出を受け、それから代表の中心選手となっていった。
1990年のワールドカップに出場した後、USサッカーアスリートオブザイヤーに選出された。
彼の代表での早期には、コーチ陣はラモスの役割を見出すのに苦労を重ねた。ちょうどその時にはヒューゴ・ペレスが何年にも渡り、創造的プレーを魅せるポジションとしてミッドフィールダーを担っており、ラモスとは水が合わなかった。ペレスとプレーしている時のラモスは居場所がまるでなかった。ラモスが力を付け、攻撃的創造性を前面に出すようになり、ペレスが徐々に代表チームから選ばれることは減ってきた。
キャリアのハイライトは1993年6月9日、イングランドに2-0で勝利した時の2アシストである。この年の後半には、彼はアメリカ代表のメンバーとして、コパ・アメリカ予選を戦い、1勝1分1敗の成績を残した。
1994年、ラモスはアメリカ代表として全ての試合のスターティングメンバーとして、再びワールドカップの舞台に立った。グループリーグを勝ち抜き、トーナメント1回戦でのブラジル戦の前半、ブラジルのレフトバック、レオナルドの肘打ちを受け、頭蓋骨骨折を被り、 チームはベベットによりゴールを奪われ、大会を後にした。タブ・ラモスは数週間の入院生活を余儀なくされ、レオナルドは、泣いて謝罪に訪れた。
翌1995年はコパ・アメリカ本戦があり、ラモスもメンバーとして4位の殊勲に貢献した。
1997年9月7日、ワールドカップ予選のコスタリカ戦において、アメリカサッカーの歴史にとって最も重要なゴールを決め、1-0で勝利を手にした。1998年には彼は3回目のワールドカップに出場した。最後の代表での出場は、2000年11月15日、バルバドスとの試合で、4-0で勝利を収めた試合である。その2日後、彼は代表チームからの引退を発表した。代表のキャリアは81試合8ゴールであった。
ラモスはまた、フットサルアメリカ代表としても8試合3ゴールの活躍をしてのけ、1989年FIFAフットサル選手権を3位に導いている。

## 指導歴経歴

### NJSA04
2004年、ラモスは仲間の助けを得て、ニュージャージー州アバディーンを本拠地とするサッカークラブを設立した。NJSA04と呼ぶそのクラブは、米国独立アカデミーリーグに参加し、ニュージャージー州に4つあるクラブのひとつである。

### アメリカU-20代表チーム
ラモスは決勝でメキシコに敗れはしたものの、2013年のCONCACAF U-20選手権の決勝までチームを導いた。そして、同年の2013 FIFA U-20ワールドカップに出場したが、グループリーグでは勝ち点1のみで最下位に沈んだ。
2013年11月、監督契約を延長した。

### アメリカ代表チーム
2014年3月31日、マルチン・バスケスの後任としてワールドカップのわずか3ヶ月にも満たない時期であったが、ユルゲン・クリンスマン監督からアシスタントコーチを指名された。

## 私生活
彼は、ニュージャージー州コルツネックで、ガールフレンドであるトレイシーとの間にアレックス、クリステン、セイラの3人の子供に囲まれて暮らしている。

## 代表歴

### 出場大会
- アメリカ代表
  - 1990 FIFAワールドカップ
  - 1994 FIFAワールドカップ
  - 1998 FIFAワールドカップ

### 試合数
- 国際Aマッチ 84試合 7得点（1988年-2000年）[18]

| アメリカ代表 | 国際Aマッチ | 国際Aマッチ |
| 年           | 出場        | 得点        |
| ------------ | ----------- | ----------- |
| 1988         | 5           | 0           |
| 1989         | 9           | 2           |
| 1990         | 17          | 0           |
| 1991         | 0           | 0           |
| 1992         | 6           | 0           |
| 1993         | 9           | 0           |
| 1994         | 7           | 0           |
| 1995         | 8           | 1           |
| 1996         | 12          | 1           |
| 1997         | 3           | 1           |
| 1998         | 5           | 1           |
| 1999         | 0           | 0           |
| 2000         | 3           | 1           |
| 通算         | 84          | 7           |